# Radviliškis
Radviliškis es una ciudad en el distrito municipio de Radviliškis, de la provincia de Šiauliai, Lituania. Radviliškis ha sido el centro administrativo del distrito desde 1950, y es un importante nudo ferroviario.

## Historia
Radviliškis fue fundada al final del siglo XV. Fue mencionada por primera vez en el libro de economía del estado de M. Downar-Zapolsky, que listaba las ciudades que pagaban impuestos en 1567. En 1687, Juan III Sobieski, el rey de Lituania y Polonia, otorgó el derecho de celebrarse un mercado aquí. Radviliškis fue devastada muchas veces por fuerzas militares, plagas y hambruna del siglo XVII al XIX. No quedaron ciudadanos en el municipio tras la plaga de 1708-1710.
El crecimiento del pueblo empezó cuando fueron construidas la línea ferroviaria Liepāja–Romny, en 1870, y la línea Radviliškis–Daugavpils, en 1873. Trabajadores de la línea constituían la mayoría de los residentes.
En 1999, una escultura de la diosa griega de la victoria Niké fue desvelada en el centro de Radviliškis para conmemorar el 80.º aniversario de la victoria sobre la Armada de Voluntarios Germano-Rusos del Oeste de Rusia. Fue creada por el escultor P. Mazuras.

## Nombre y escudo de armas
Se supone que el nombre tiene su origen en el nombre de la familia del noble Radziwiłł. Esta familia controló el pueblo por más de 200 años, de 1546 a 1764.
Un caballo levantándose y emitiendo luz, representando la comunicación, el movimiento, el desarrollo de la ciudad y el florecimiento, aparece en el escudo de armas de Radviliškis. La luz es un símbolo del papel de la civilización en el desarrollo de la ciudad. Fue creado por el artista Laima Ramonienė en 1992.